# Uruguay en la Copa Mundial de Fútbol de 2014
La Selección de Uruguay es uno de los 32 equipos que participó en la Copa Mundial de Fútbol de 2014; fue la última selección en clasificar al certamen mundialista. Esta es la decimosegunda vez que se presenta a un mundial y la segunda consecutiva desde Sudáfrica 2010.

## Clasificación
Luego de un buen comienzo en las eliminatorias sudamericanas, donde inclusive llegó a liderar la clasificación hasta la fecha 4, la selección de Uruguay entró en una racha de malos resultados que la llevó a salir de la zona de clasificación directa y del repechaje en las fechas 12 y 13. En la fecha 14 Uruguay inició su recuperación ganando un partido clave de visitante contra Venezuela que luchaba por alcanzar el quinto puesto, luego en la fecha 15 derrotó también como visitante a Perú, la otra selección que disputaba el quinto lugar. En la recta final del torneo venció a Colombia en Montevideo pero perdió ante Ecuador en la altura de Quito el partido que le pudo haber significado el pase directo al mundial. En la jornada final actuando de local derrotó ajustadamente a Argentina alcanzando a Ecuador en 25 puntos pero su menor diferencia de gol le significó terminar en el quinto lugar y la repesca contra el representante de la AFC.
En su cuarta repesca intercontinental consecutiva desde 2001, Uruguay no tuvo mayores dificultades para golear por 5-0 a la selección de Jordania en Amán. El partido de vuelta jugado en Montevideo, que terminó 0-0, fue solo un trámite para la clasificación uruguaya a Brasil 2014.
| Equipo    | Pts | PJ | PG | PE | PP | GF | GC | Dif |
| --------- | --- | -- | -- | -- | -- | -- | -- | --- |
| Argentina | 32  | 16 | 9  | 5  | 2  | 35 | 15 | '20 |
| Colombia  | 30  | 16 | 9  | 3  | 4  | 27 | 13 | 14  |
| Chile     | 28  | 16 | 9  | 1  | 6  | 29 | 25 | 4   |
| Ecuador   | 25  | 16 | 7  | 4  | 5  | 20 | 16 | 4   |
| Uruguay   | 25  | 16 | 7  | 4  | 5  | 25 | 25 | 0   |
| Venezuela | 20  | 16 | 5  | 5  | 6  | 14 | 20 | -6  |
| Perú      | 15  | 16 | 4  | 3  | 9  | 17 | 26 | -9  |
| Bolivia   | 12  | 16 | 2  | 6  | 8  | 17 | 30 | -13 |
| Paraguay  | 12  | 16 | 3  | 3  | 10 | 17 | 31 | -14 |

### Primera ronda
| Fecha                    | Lugar        |           |                      | Resultado |                      |           |
| ------------------------ | ------------ | --------- | -------------------- | --------- | -------------------- | --------- |
| 7 de octubre de 2011     | Montevideo   | Uruguay   | Bandera de Uruguay   | 4:2 (3:1) | Bandera de Bolivia   | Bolivia   |
| 11 de octubre de 2011    | Asunción     | Paraguay  | Bandera de Paraguay  | 1:1 (0:0) | Bandera de Uruguay   | Uruguay   |
| 11 de noviembre de 2011  | Montevideo   | Uruguay   | Bandera de Uruguay   | 4:0 (2:0) | Bandera de Chile     | Chile     |
| 2 de junio de 2012       | Montevideo   | Uruguay   | Bandera de Uruguay   | 1:1 (1:0) | Bandera de Venezuela | Venezuela |
| 10 de junio de 2012      | Montevideo   | Uruguay   | Bandera de Uruguay   | 4:2 (2:1) | Bandera de Perú      | Perú      |
| 7 de septiembre de 2012  | Barranquilla | Colombia  | Bandera de Colombia  | 4:0 (1:0) | Bandera de Uruguay   | Uruguay   |
| 11 de septiembre de 2012 | Montevideo   | Uruguay   | Bandera de Uruguay   | 1:1 (0:1) | Bandera de Ecuador   | Ecuador   |
| 12 de octubre de 2012    | Mendoza      | Argentina | Bandera de Argentina | 3:0 (0:0) | Bandera de Uruguay   | Uruguay   |

### Segunda ronda
| Fecha                    | Lugar          |           |                      | Resultado |                      |           |
| ------------------------ | -------------- | --------- | -------------------- | --------- | -------------------- | --------- |
| 16 de octubre de 2012    | La Paz         | Bolivia   | Bandera de Bolivia   | 4:1 (2:0) | Bandera de Uruguay   | Uruguay   |
| 22 de marzo de 2013      | Montevideo     | Uruguay   | Bandera de Uruguay   | 1:1 (0:0) | Bandera de Paraguay  | Paraguay  |
| 26 de marzo de 2013      | Santiago       | Chile     | Bandera de Chile     | 2:0 (1:0) | Bandera de Uruguay   | Uruguay   |
| 11 de junio de 2013      | Ciudad Guayana | Venezuela | Bandera de Venezuela | 0:1 (0:1) | Bandera de Uruguay   | Uruguay   |
| 6 de septiembre de 2013  | Lima           | Perú      | Bandera de Perú      | 1:2 (0:1) | Bandera de Uruguay   | Uruguay   |
| 10 de septiembre de 2013 | Montevideo     | Uruguay   | Bandera de Uruguay   | 2:0 (0:0) | Bandera de Colombia  | Colombia  |
| 11 de octubre de 2013    | Quito          | Ecuador   | Bandera de Ecuador   | 1:0 (1:0) | Bandera de Uruguay   | Uruguay   |
| 15 de octubre de 2013    | Montevideo     | Uruguay   | Bandera de Uruguay   | 3:2 (2:2) | Bandera de Argentina | Argentina |

### Repesca Intercontinental
| 13 de noviembre de 2013 | Jordania | 0:5 (0:2) | Uruguay                                                                              | Estadio Internacional de Amán, Amán                           |                                                               |
|                         |          | Reporte   | M. Pereira 22' · C. Stuani 42' · N. Lodeiro 70' · C. Rodríguez 78' · E. Cavani 90+1' | Asistencia: 17.370 espectadores Árbitro(s): Svein Oddvar Moen | Asistencia: 17.370 espectadores Árbitro(s): Svein Oddvar Moen |

| 20 de noviembre de 2013 | Uruguay | 0:0     | Jordania | Estadio Centenario, Montevideo                             |                                                            |
|                         |         | Reporte |          | Asistencia: 62.000 espectadores Árbitro(s): Jonas Eriksson | Asistencia: 62.000 espectadores Árbitro(s): Jonas Eriksson |

### Goleadores
| Jugador             | Goles' | PJ |
| ------------------- | ------ | -- |
| Luis Suárez         | 11     | 16 |
| Edinson Cavani      | 6      | 18 |
| Cristian Rodríguez  | 3      | 17 |
| Christian Stuani    | 2      | 5  |
| Diego Forlán        | 2      | 15 |
| Diego Lugano        | 2      | 15 |
| Maximiliano Pereira | 2      | 16 |
| Sebastián Eguren    | 1      | 4  |
| Nicolás Lodeiro     | 1      | 6  |

## Preparación

### Campamento base
En diciembre de 2013 la Asociación Uruguaya de Fútbol (AUF) anunció la elección de la ciudad de Sete Lagoas, en el estado de Minas Gerais, como sede del campamento base de su delegación durante la copa mundial. El municipio de Sete Lagoas se encuentra a 70 kilómetros de Belo Horizonte, capital del estado mineiro, y a 48 kilómetros del Aeropuerto Internacional Tancredo Neves en el municipio de Confins.
El equipo se hospeda en el JN Resort, ubicado a orillas de un lago y rodeado de vegetación. En tanto, para realizar los entrenamientos, los seleccionados uruguayos deben desplazarse hasta el estadio Estadio Joaquim Henrique Nogueira, conocido como Arena do Jacaré, ubicado a 15 minutos de su alojamiento.

### Amistosos previos
| 5 de marzo de 2014 | Austria        | 1:1 (1:0) | Uruguay        | Hypo-Arena, Klagenfurt, Austria                           |                                                           |
|                    | Marc Janko 14' | Reporte   | Á. Pereira 66' | Asistencia: 22,000 espectadores Árbitro(s): Deniz Aytekin | Asistencia: 22,000 espectadores Árbitro(s): Deniz Aytekin |

| Uniformes | Uniformes |
| --------- | --------- |
|           |           |

| 30 de mayo de 2014 | Uruguay       | 1:0 (0:0) | Irlanda del Norte | Estadio Centenario, Montevideo, Uruguay                    |                                                            |
|                    | C. Stuani 62' | Reporte   |                   | Asistencia: 45,000 espectadores Árbitro(s): Leandro Vuaden | Asistencia: 45,000 espectadores Árbitro(s): Leandro Vuaden |

| Uniformes | Uniformes |
| --------- | --------- |
|           |           |

| 4 de junio de 2014 | Uruguay                       | 2:0 (1:0) | Eslovenia | Estadio Centenario, Montevideo, Uruguay                      |                                                              |
|                    | E. Cavani 37' · C. Stuani 76' | Reporte   |           | Asistencia: 55,000 espectadores Árbitro(s): Patricio Loustau | Asistencia: 55,000 espectadores Árbitro(s): Patricio Loustau |

| Uniformes | Uniformes |
| --------- | --------- |
|           |           |

## Lista de jugadores
El 12 de mayo de 2014 el entrenador de la selección uruguaya, Óscar Washington Tabárez, anunció una lista provisional de 28 jugadores, 25 de los cuales iniciaron la preparación para el mundial y los 3 restantes fueron considerados como reservas que estuvieron a disposición del Cuerpo Técnico. El 31 de mayo Tabárez anunció la nómina definitiva de 23 jugadores que asistirán al mundial.
| #  | Nombre                   | Posición                 | Edad                     | PJ Sel                   | G                        | Club                     |
| -- | ------------------------ | ------------------------ | ------------------------ | ------------------------ | ------------------------ | ------------------------ |
| 1  | Fernando Muslera         | Portero                  | 27                       | 59                       | 0                        | Galatasaray              |
| 2  | Diego Lugano             | Defensa                  | 33                       | 94                       | 9                        | West Bromwich Albion     |
| 3  | Diego Godín              | Defensa                  | 28                       | 77                       | 3                        | Atlético de Madrid       |
| 4  | Jorge Fucile             | Defensa                  | 29                       | 42                       | 0                        | FC Porto                 |
| 5  | Walter Gargano           | Centrocampista           | 29                       | 63                       | 1                        | Parma FC                 |
| 6  | Álvaro Pereira           | Centrocampista           | 28                       | 57                       | 6                        | São Paulo                |
| 7  | Cristian Rodríguez       | Centrocampista           | 28                       | 74                       | 8                        | Atlético de Madrid       |
| 8  | Abel Hernández           | Delantero                | 23                       | 13                       | 7                        | UC Palermo               |
| 9  | Luis Suárez              | Delantero                | 27                       | 77                       | 39                       | Liverpool                |
| 10 | Diego Forlán             | Delantero                | 35                       | 111                      | 35                       | Cerezo Osaka             |
| 11 | Christian Stuani         | Delantero                | 27                       | 11                       | 4                        | RCD Español              |
| 12 | Rodrigo Muñoz            | Portero                  | 32                       | 0                        | 0                        | Libertad                 |
| 13 | José María Giménez       | Defensa                  | 19                       | 6                        | 0                        | Atlético de Madrid       |
| 14 | Nicolás Lodeiro          | Centrocampista           | 25                       | 27                       | 3                        | Botafogo                 |
| 15 | Diego Pérez              | Centrocampista           | 34                       | 89                       | 2                        | Bologna                  |
| 16 | Maximiliano Pereira      | Defensa                  | 30                       | 91                       | 3                        | SL Benfica               |
| 17 | Egidio Arévalo Ríos      | Centrocampista           | 32                       | 56                       | 0                        | Monarcas Morelia         |
| 18 | Gastón Ramírez           | Centrocampista           | 23                       | 29                       | 0                        | Southampton FC           |
| 19 | Sebastián Coates         | Defensa                  | 23                       | 15                       | 0                        | Nacional                 |
| 20 | Álvaro González          | Centrocampista           | 29                       | 44                       | 2                        | SS Lazio                 |
| 21 | Edinson Cavani           | Delantero                | 27                       | 63                       | 22                       | Paris Saint-Germain      |
| 22 | Martín Cáceres           | Defensa                  | 27                       | 58                       | 1                        | Juventus                 |
| 23 | Martín Silva             | Portero                  | 31                       | 4                        | 0                        | Vasco da Gama            |
| DT | Óscar Washington Tabárez | Óscar Washington Tabárez | Óscar Washington Tabárez | Óscar Washington Tabárez | Óscar Washington Tabárez | Óscar Washington Tabárez |

Los siguientes jugadores fueron incluidos en la lista provisional de 28 convocados que la Asociación Uruguaya de Fútbol envió a la FIFA, pero no formaron parte de la nómina definitiva de 23 jugadores elaborada por Óscar Washington Tabárez. Los medios Álvaro Fernández y Gonzalo Castro y el defensa Andrés Scotti fueron considerados como reservas desde un inicio. En tanto Sebastián Eguren y Alejandro Silva fueron descartados para definir la lista de 23.
| Nombre           | Posición       | Edad | PJ Sel | G | Club                        |
| ---------------- | -------------- | ---- | ------ | - | --------------------------- |
| Andrés Scotti    | Defensa        | 38   | -      | - | Nacional                    |
| Álvaro Fernández | Centrocampista | 28   | -      | - | Gimnasia y Esgrima La Plata |
| Gonzalo Castro   | Centrocampista | 29   | -      | - | Real Sociedad               |
| Alejandro Silva  | Centrocampista | 24   | -      | - | Lanús                       |
| Sebastián Eguren | Centrocampista | 33   | -      | - | Palmeiras                   |

## Participación

### Grupo D
| Equipo     | Pts | PJ | PG | PE | PP | GF | GC | Dif |
| ---------- | --- | -- | -- | -- | -- | -- | -- | --- |
| Costa Rica | 7   | 3  | 2  | 1  | 0  | 4  | 1  | +3  |
| Uruguay    | 6   | 3  | 2  | 0  | 1  | 4  | 4  | 0   |
| Italia     | 3   | 3  | 1  | 0  | 2  | 2  | 3  | -1  |
| Inglaterra | 1   | 3  | 0  | 1  | 2  | 2  | 4  | -2  |

#### Uruguay – Costa Rica

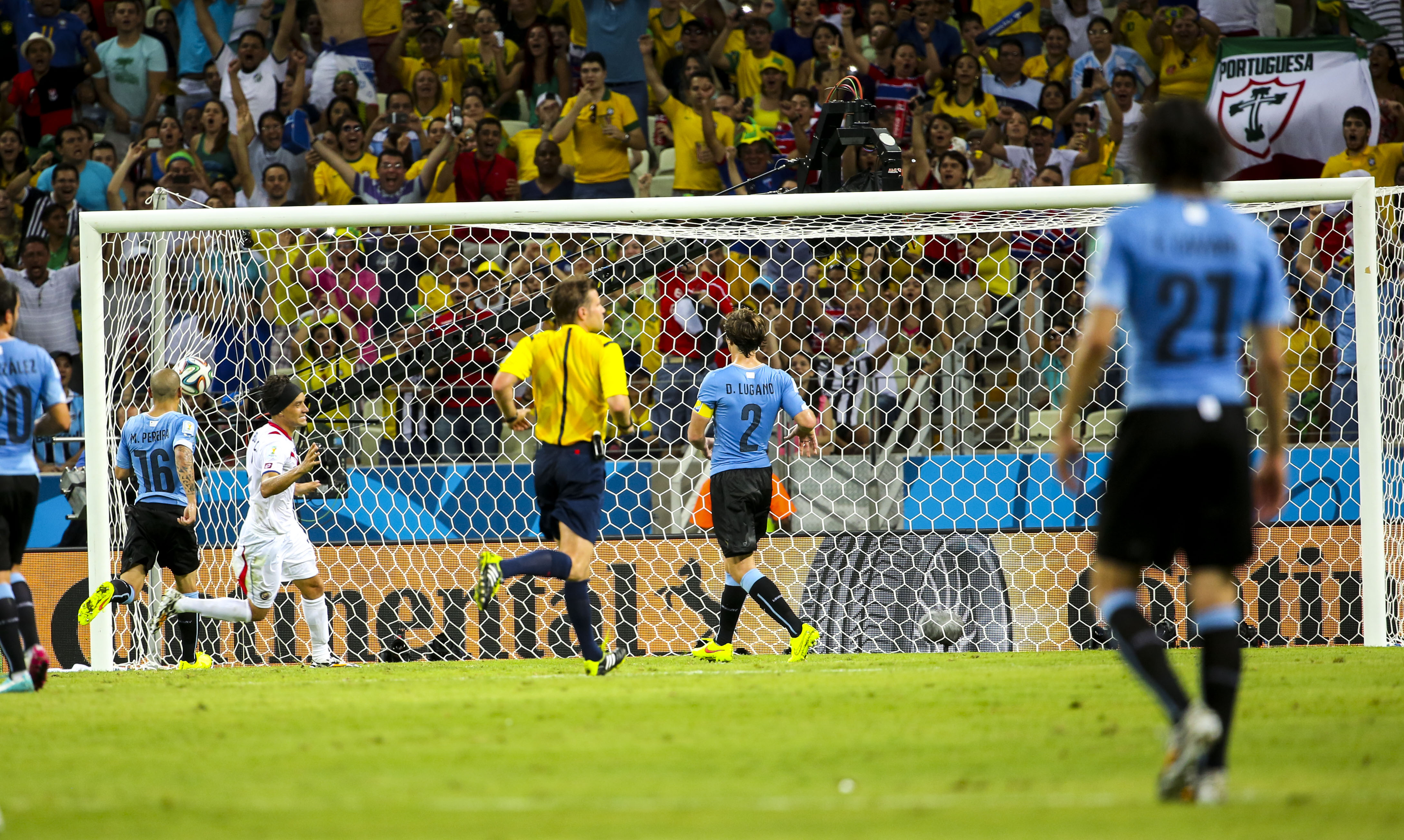
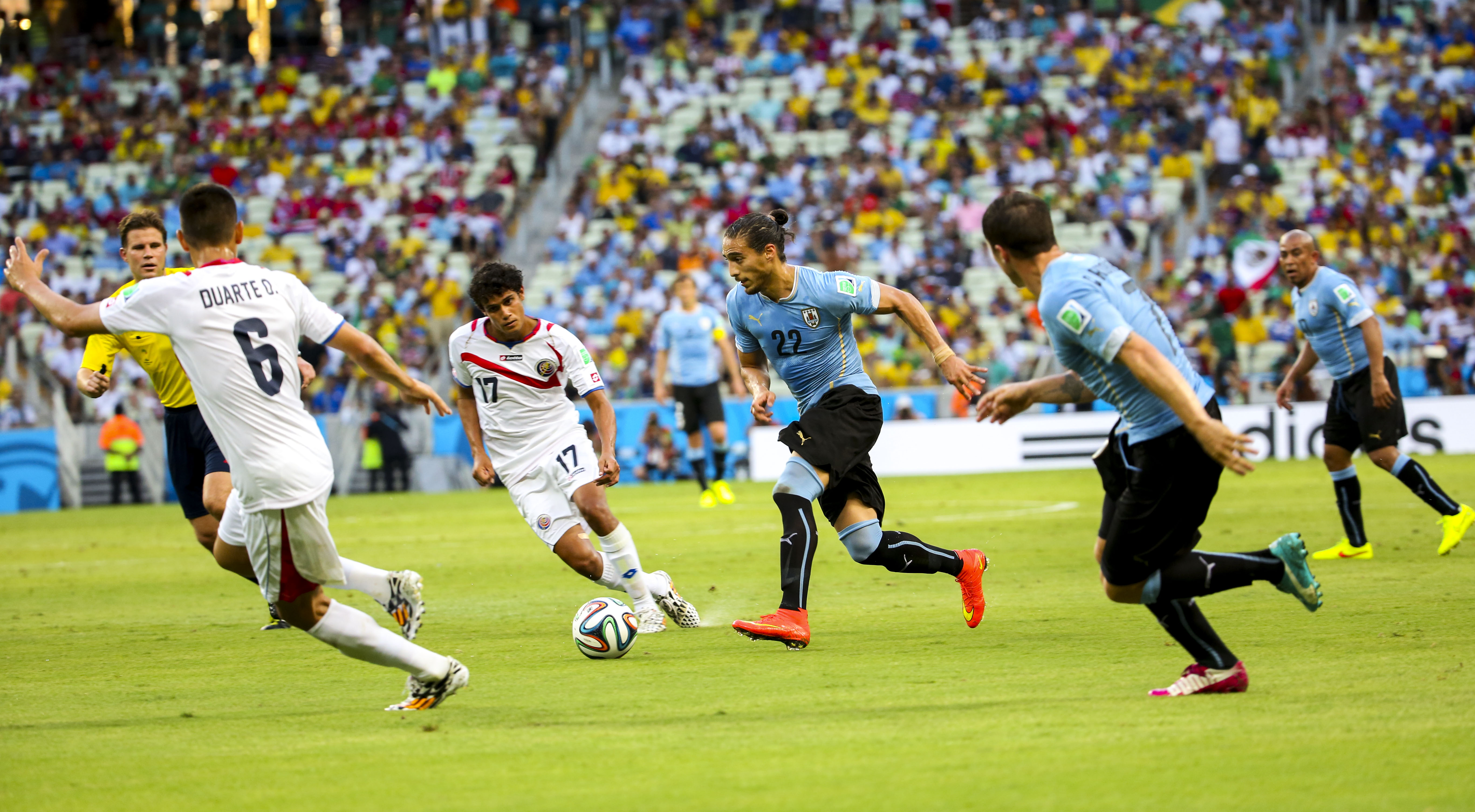
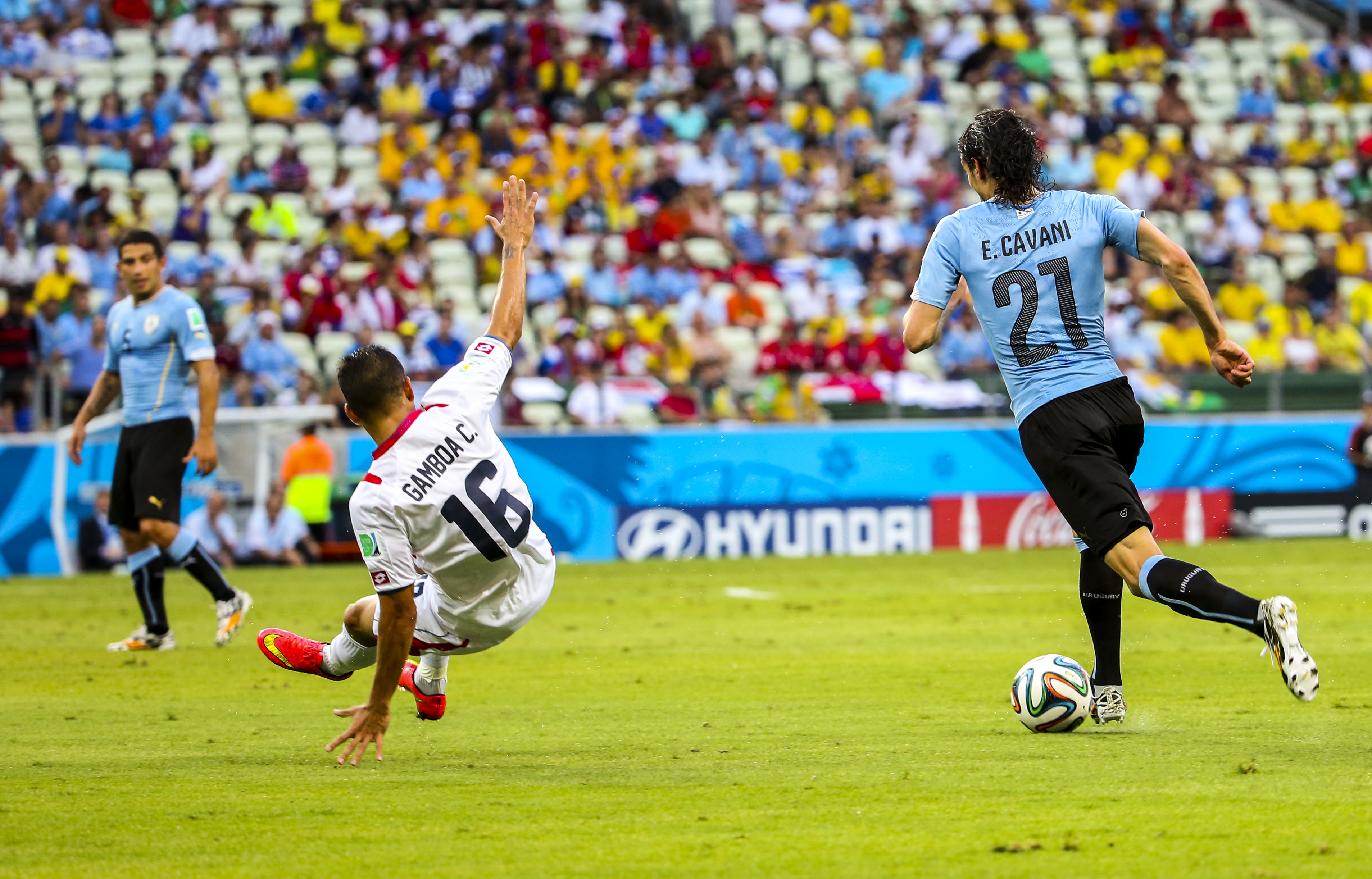

| 1          | POR        | Fernando Muslera    |     |
| 16         | DEF        | Maximiliano Pereira |     |
| 2          | DEF        | Diego Lugano        |     |
| 3          | DEF        | Diego Godín         |     |
| 22         | DEF        | Martín Cáceres      |     |
| 20         | MED        | Walter Gargano      | 60' |
| 17         | MED        | Egidio Arévalo Ríos |     |
| 7          | MED        | Cristian Rodríguez  | 76' |
| 11         | MED        | Christian Stuani    |     |
| 10         | DEL        | Diego Forlán        | 60' |
| 21         | DEL        | Edinson Cavani      |     |
| Entrenador | Entrenador | Óscar Tabárez       |     |

| 1          | POR        | Keylor Navas       |     |
| 16         | DEF        | Cristian Gamboa    |     |
| 6          | DEF        | Óscar Duarte       |     |
| 3          | DEF        | Geancarlo González |     |
| 4          | DEF        | Michael Umaña      |     |
| 15         | DEF        | Júnior Díaz        |     |
| 10         | MED        | Bryan Ruiz         | 83' |
| 17         | MED        | Yeltsin Tejeda     | 75' |
| 5          | MED        | Celso Borges       |     |
| 11         | MED        | Christian Bolaños  | 89' |
| 9          | DEL        | Joel Campbell      |     |
| Entrenador | Entrenador | Jorge Luis Pinto   |     |

| 14 | MED | Nicolás Lodeiro | 60' |
| 20 | MED | Álvaro González | 60' |
| 8  | DEL | Abel Hernández  | 76' |

| 22 | MED | José Miguel Cubero | 75' |
| 21 | DEL | Marco Ureña        | 83' |
| 11 | MED | Michael Barrantes  | 89' |

| Amonestado | 50'   | Diego Lugano        |
| Amonestado | 56'   | Walter Gargano      |
| Amonestado | 81'   | Martín Cáceres      |
| Expulsado  | 90'+4 | Maximiliano Pereira |

| Anotado | 23' | Edinson Cavani | 1–0 |

| Anotado | 53' | Joel Campbell | 1–1 |
| Anotado | 57' | Óscar Duarte  | 1–2 |
| Anotado | 83' | Marco Ureña   | 1–3 |

| Árbitro             | Felix Brych          |
| Árbitros asistentes | Mark Borsch          |
| Árbitros asistentes | Stefan Lupp          |
| Cuarto árbitro      | Víctor Hugo Carrillo |

| 1          | POR        | Fernando Muslera    |     |
| 16         | DEF        | Maximiliano Pereira |     |
| 2          | DEF        | Diego Lugano        |     |
| 3          | DEF        | Diego Godín         |     |
| 22         | DEF        | Martín Cáceres      |     |
| 20         | MED        | Walter Gargano      | 60' |
| 17         | MED        | Egidio Arévalo Ríos |     |
| 7          | MED        | Cristian Rodríguez  | 76' |
| 11         | MED        | Christian Stuani    |     |
| 10         | DEL        | Diego Forlán        | 60' |
| 21         | DEL        | Edinson Cavani      |     |
| Entrenador | Entrenador | Óscar Tabárez       |     |

| 1          | POR        | Keylor Navas       |     |
| 16         | DEF        | Cristian Gamboa    |     |
| 6          | DEF        | Óscar Duarte       |     |
| 3          | DEF        | Geancarlo González |     |
| 4          | DEF        | Michael Umaña      |     |
| 15         | DEF        | Júnior Díaz        |     |
| 10         | MED        | Bryan Ruiz         | 83' |
| 17         | MED        | Yeltsin Tejeda     | 75' |
| 5          | MED        | Celso Borges       |     |
| 11         | MED        | Christian Bolaños  | 89' |
| 9          | DEL        | Joel Campbell      |     |
| Entrenador | Entrenador | Jorge Luis Pinto   |     |

| 14 | MED | Nicolás Lodeiro | 60' |
| 20 | MED | Álvaro González | 60' |
| 8  | DEL | Abel Hernández  | 76' |

| 22 | MED | José Miguel Cubero | 75' |
| 21 | DEL | Marco Ureña        | 83' |
| 11 | MED | Michael Barrantes  | 89' |

| Amonestado | 50'   | Diego Lugano        |
| Amonestado | 56'   | Walter Gargano      |
| Amonestado | 81'   | Martín Cáceres      |
| Expulsado  | 90'+4 | Maximiliano Pereira |

| Anotado | 23' | Edinson Cavani | 1–0 |

| Anotado | 53' | Joel Campbell | 1–1 |
| Anotado | 57' | Óscar Duarte  | 1–2 |
| Anotado | 83' | Marco Ureña   | 1–3 |

| Árbitro             | Felix Brych          |
| Árbitros asistentes | Mark Borsch          |
| Árbitros asistentes | Stefan Lupp          |
| Cuarto árbitro      | Víctor Hugo Carrillo |

| \| Estadísticas \| \| \| \| Tiros \| 9 \| 12 \| \| Tiros al arco \| 5 \| 4 \| \| Faltas \| 20 \| 18 \| \| Saques de esquina \| 5 \| 6 \| \| Tiros libres al arco \| 0 \| 0 \| \| Penales \| 1 \| 0 \| \| Fueras de juego \| 6 \| 2 \| \| Posesión del balón \| 54 % \| 46 % \| | Alineación inicial |                       |
| Estadísticas | Bandera de Uruguay | Bandera de Costa Rica |
| Tiros | 9                  | 12                    |
| Tiros al arco | 5                  | 4                     |
| Faltas | 20                 | 18                    |
| Saques de esquina | 5                  | 6                     |
| Tiros libres al arco | 0                  | 0                     |
| Penales | 1                  | 0                     |
| Fueras de juego | 6                  | 2                     |
| Posesión del balón | 54 %               | 46 %                  |

#### Uruguay – Inglaterra

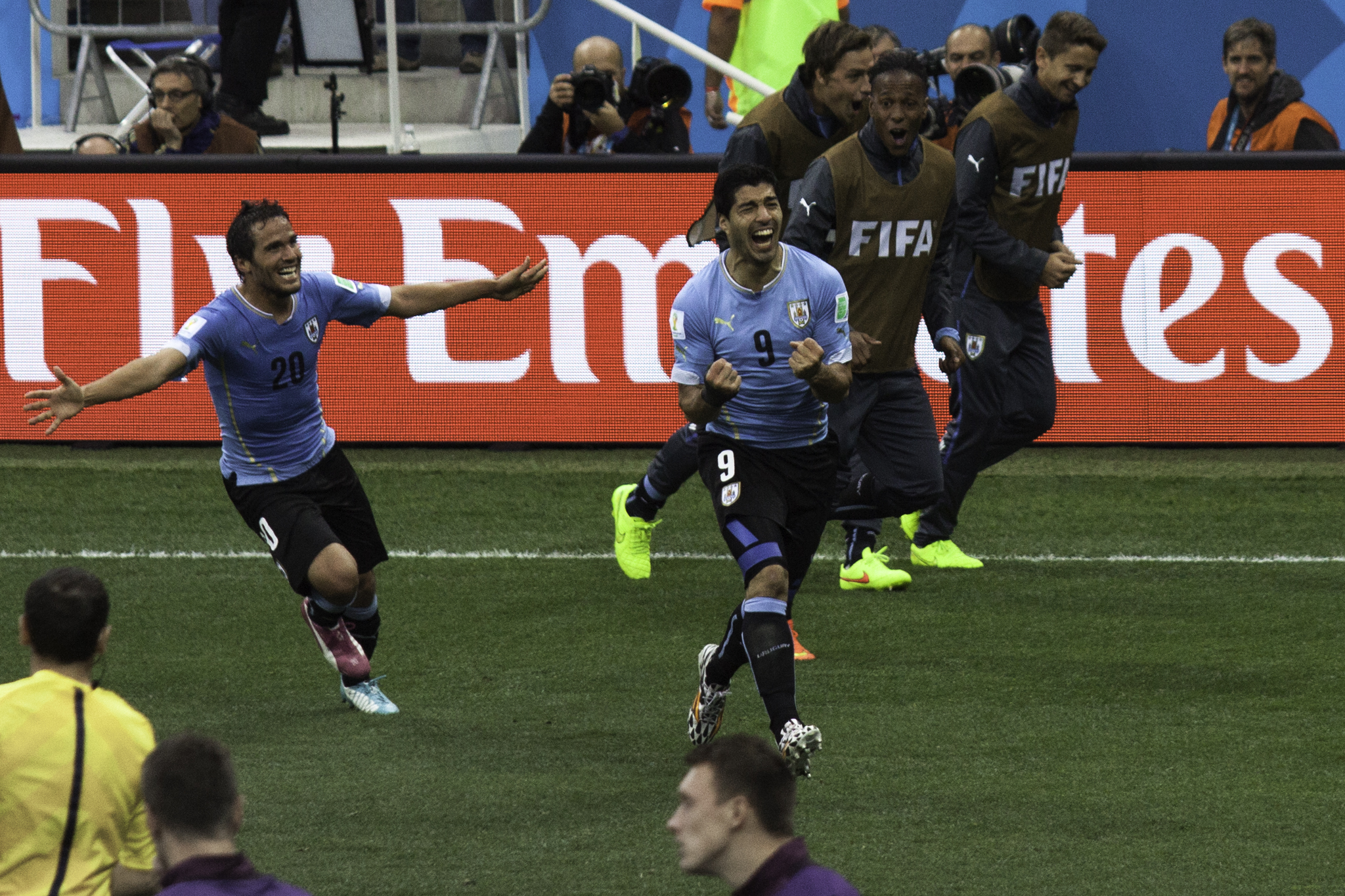
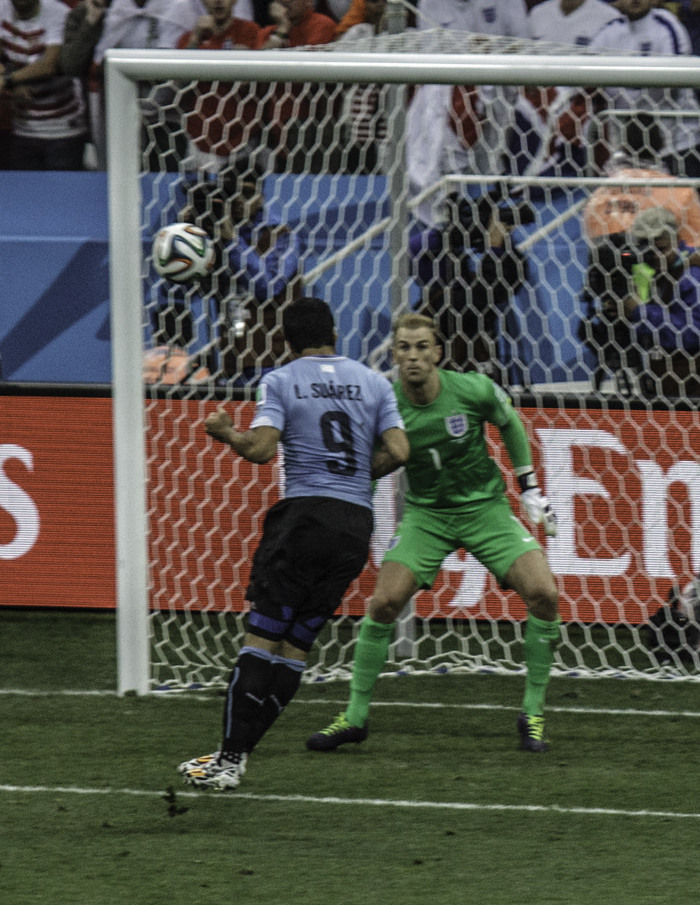
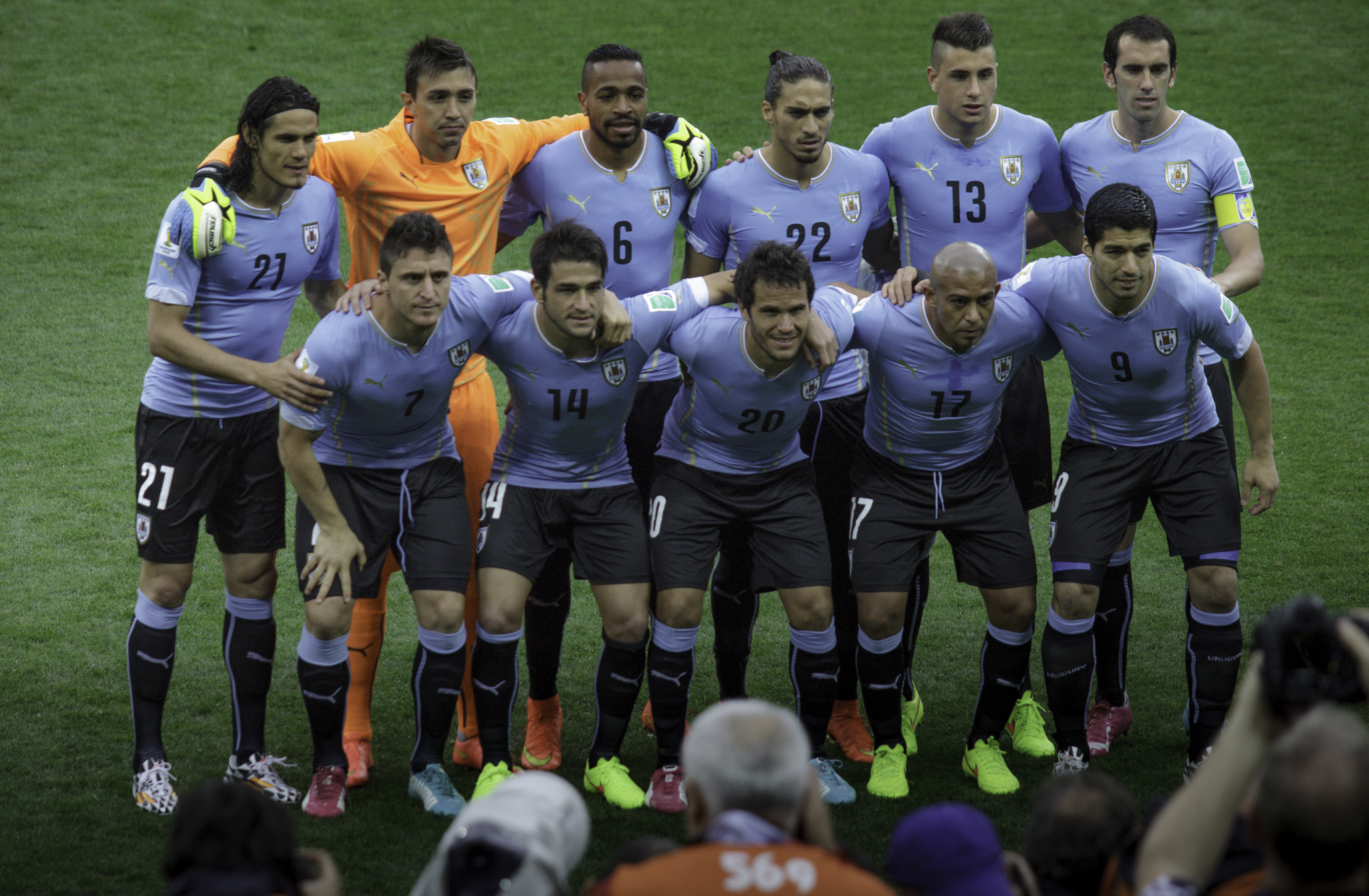

| 1          | POR        | Fernando Muslera    |     |
| 22         | DEF        | Martín Cáceres      |     |
| 13         | DEF        | José María Giménez  |     |
| 3          | DEF        | Diego Godín         |     |
| 6          | DEF        | Álvaro Pereira      |     |
| 20         | MED        | Álvaro González     | 79' |
| 17         | MED        | Egidio Arévalo Ríos |     |
| 7          | MED        | Cristian Rodríguez  |     |
| 14         | MED        | Nicolás Lodeiro     | 67' |
| 9          | DEL        | Luis Suárez         | 88' |
| 21         | DEL        | Edinson Cavani      |     |
| Entrenador | Entrenador | Óscar Tabárez       |     |

| 1          | POR        | Joe Hart         |     |
| 2          | DEF        | Glen Johnson     |     |
| 5          | DEF        | Gary Cahill      |     |
| 6          | DEF        | Phil Jagielka    |     |
| 3          | DEF        | Leighton Baines  |     |
| 4          | MED        | Steven Gerrard   |     |
| 14         | MED        | Jordan Henderson | 87' |
| 19         | MED        | Raheem Sterling  | 64' |
| 10         | MED        | Wayne Rooney     |     |
| 11         | MED        | Daniel Welbeck   | 71' |
| 9          | DEL        | Daniel Sturridge |     |
| Entrenador | Entrenador | Roy Hodgson      |     |

| 11 | DEL | Christian Stuani | 67' |
| 4  | DEF | Jorge Fucile     | 79' |
| 19 | DEF | Sebastián Coates | 88' |

| 21 | MED | Ross Barkley   | 64' |
| 20 | MED | Adam Lallana   | 71' |
| 18 | DEL | Rickie Lambert | 87' |

| Amonestado | 9' | Diego Godín |

| Amonestado | 68' | Steven Gerrard |

| Anotado | 38' | Luis Suárez | 1–0 |
| Anotado | 84' | Luis Suárez | 2–1 |

| Anotado | 74' | Wayne Rooney | 1–1 |

| Árbitro             | Carlos Velasco Carballo  |
| Árbitros asistentes | Roberto Alonso Fernández |
| Árbitros asistentes | Juan Yuste               |
| Cuarto árbitro      | Alireza Faghani          |

| 1          | POR        | Fernando Muslera    |     |
| 22         | DEF        | Martín Cáceres      |     |
| 13         | DEF        | José María Giménez  |     |
| 3          | DEF        | Diego Godín         |     |
| 6          | DEF        | Álvaro Pereira      |     |
| 20         | MED        | Álvaro González     | 79' |
| 17         | MED        | Egidio Arévalo Ríos |     |
| 7          | MED        | Cristian Rodríguez  |     |
| 14         | MED        | Nicolás Lodeiro     | 67' |
| 9          | DEL        | Luis Suárez         | 88' |
| 21         | DEL        | Edinson Cavani      |     |
| Entrenador | Entrenador | Óscar Tabárez       |     |

| 1          | POR        | Joe Hart         |     |
| 2          | DEF        | Glen Johnson     |     |
| 5          | DEF        | Gary Cahill      |     |
| 6          | DEF        | Phil Jagielka    |     |
| 3          | DEF        | Leighton Baines  |     |
| 4          | MED        | Steven Gerrard   |     |
| 14         | MED        | Jordan Henderson | 87' |
| 19         | MED        | Raheem Sterling  | 64' |
| 10         | MED        | Wayne Rooney     |     |
| 11         | MED        | Daniel Welbeck   | 71' |
| 9          | DEL        | Daniel Sturridge |     |
| Entrenador | Entrenador | Roy Hodgson      |     |

| 11 | DEL | Christian Stuani | 67' |
| 4  | DEF | Jorge Fucile     | 79' |
| 19 | DEF | Sebastián Coates | 88' |

| 21 | MED | Ross Barkley   | 64' |
| 20 | MED | Adam Lallana   | 71' |
| 18 | DEL | Rickie Lambert | 87' |

| Amonestado | 9' | Diego Godín |

| Amonestado | 68' | Steven Gerrard |

| Anotado | 38' | Luis Suárez | 1–0 |
| Anotado | 84' | Luis Suárez | 2–1 |

| Anotado | 74' | Wayne Rooney | 1–1 |

| Árbitro             | Carlos Velasco Carballo  |
| Árbitros asistentes | Roberto Alonso Fernández |
| Árbitros asistentes | Juan Yuste               |
| Cuarto árbitro      | Alireza Faghani          |

|  |

| \| Estadísticas \| \| \| \| Tiros \| 10 \| 13 \| \| Tiros al arco \| 6 \| 8 \| \| Faltas \| 17 \| 12 \| \| Saques de esquina \| 7 \| 6 \| \| Tiros libres al arco \| 0 \| 0 \| \| Penales \| 0 \| 0 \| \| Fueras de juego \| 3 \| 1 \| \| Posesión del balón \| 38 % \| 62 % \| | Alineación inicial |                       |
| Estadísticas | Bandera de Uruguay | Bandera de Inglaterra |
| Tiros | 10                 | 13                    |
| Tiros al arco | 6                  | 8                     |
| Faltas | 17                 | 12                    |
| Saques de esquina | 7                  | 6                     |
| Tiros libres al arco | 0                  | 0                     |
| Penales | 0                  | 0                     |
| Fueras de juego | 3                  | 1                     |
| Posesión del balón | 38 %               | 62 %                  |

#### Uruguay – Italia

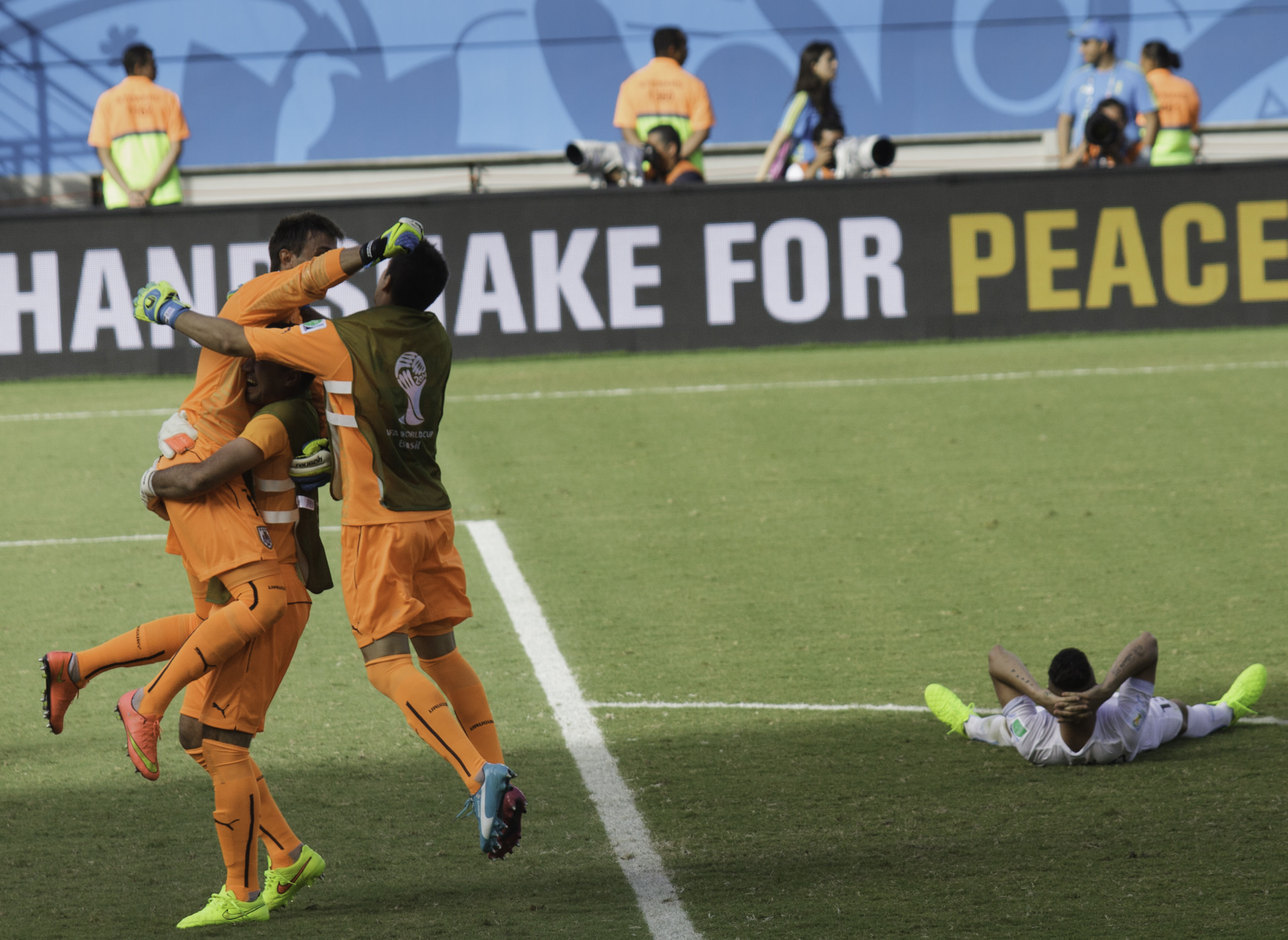
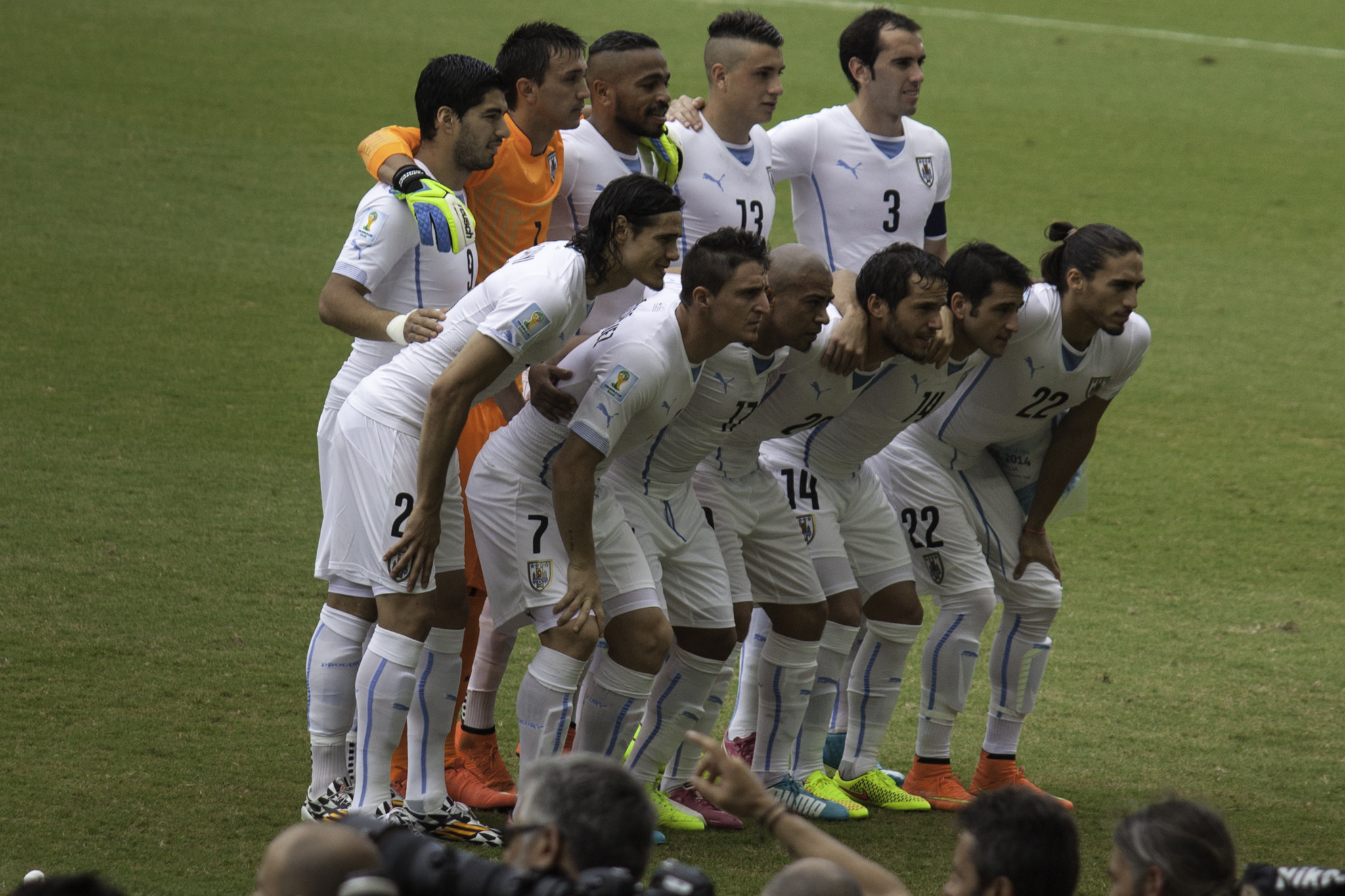
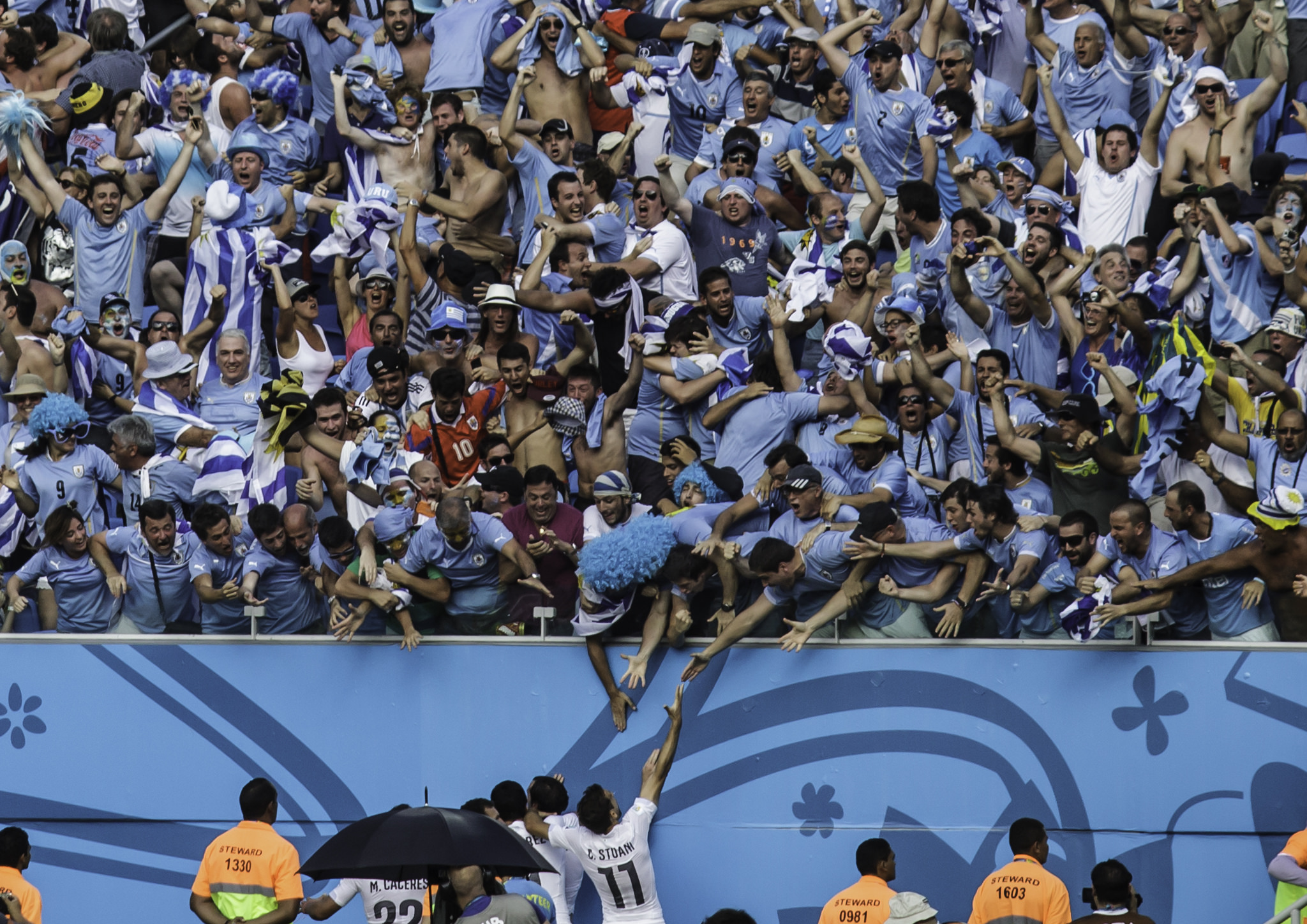

| 1          | POR        | Fernando Muslera         |     |
| 6          | DEF        | Álvaro Pereira           | 63' |
| 3          | DEF        | Diego Godín              |     |
| 22         | DEF        | Martín Cáceres           |     |
| 13         | DEF        | José María Giménez       |     |
| 14         | MED        | Nicolás Lodeiro          | 45' |
| 17         | MED        | Egidio Arévalo Ríos      |     |
| 20         | MED        | Álvaro González          |     |
| 7          | MED        | Cristian Rodríguez       | 78' |
| 9          | DEL        | Luis Suárez              |     |
| 21         | DEL        | Edinson Cavani           |     |
| Entrenador | Entrenador | Óscar Washington Tabárez |     |

| 1          | POR        | Gianluigi Buffon  |     |
| 3          | DEF        | Giorgio Chiellini |     |
| 15         | DEF        | Andrea Barzagli   |     |
| 19         | DEF        | Leonardo Bonucci  |     |
| 4          | MED        | Matteo Darmian    |     |
| 23         | MED        | Marco Verratti    | 75' |
| 21         | MED        | Andrea Pirlo      |     |
| 8          | MED        | Claudio Marchisio |     |
| 17         | MED        | Ciro Immobile     | 71' |
| 2          | MED        | Mattia De Sciglio |     |
| 9          | DEL        | Mario Balotelli   | 45' |
| Entrenador | Entrenador | Cesare Prandelli  |     |

| 16 | DEF | Maximiliano Pereira | 45' |
| 11 | DEL | Christian Stuani    | 63' |
| 18 | MED | Gastón Ramírez      | 78' |

| 18 | MED | Marco Parolo    | 45' |
| 10 | DEL | Antonio Cassano | 71' |
| 5  | MED | Thiago Motta    | 75' |

| Anotado | 80' | Diego Godín | 1–0 |

| Amonestado | 46'   | Egidio Arévalo Ríos |
| Amonestado | 90'+1 | Fernando Muslera    |

| Amonestado | 22' | Mario Balotelli   |
| Expulsado  | 59' | Claudio Marchisio |
| Amonestado | 77' | Mattia De Sciglio |

| Árbitro             | Marco Rodríguez   |
| Árbitros asistentes | Marcos Quintero   |
| Árbitros asistentes | Marvin Torrentera |
| Cuarto árbitro      | Mark Geiger       |
| Quinto árbitro      | Sean Hurd         |

| 1          | POR        | Fernando Muslera         |     |
| 6          | DEF        | Álvaro Pereira           | 63' |
| 3          | DEF        | Diego Godín              |     |
| 22         | DEF        | Martín Cáceres           |     |
| 13         | DEF        | José María Giménez       |     |
| 14         | MED        | Nicolás Lodeiro          | 45' |
| 17         | MED        | Egidio Arévalo Ríos      |     |
| 20         | MED        | Álvaro González          |     |
| 7          | MED        | Cristian Rodríguez       | 78' |
| 9          | DEL        | Luis Suárez              |     |
| 21         | DEL        | Edinson Cavani           |     |
| Entrenador | Entrenador | Óscar Washington Tabárez |     |

| 1          | POR        | Gianluigi Buffon  |     |
| 3          | DEF        | Giorgio Chiellini |     |
| 15         | DEF        | Andrea Barzagli   |     |
| 19         | DEF        | Leonardo Bonucci  |     |
| 4          | MED        | Matteo Darmian    |     |
| 23         | MED        | Marco Verratti    | 75' |
| 21         | MED        | Andrea Pirlo      |     |
| 8          | MED        | Claudio Marchisio |     |
| 17         | MED        | Ciro Immobile     | 71' |
| 2          | MED        | Mattia De Sciglio |     |
| 9          | DEL        | Mario Balotelli   | 45' |
| Entrenador | Entrenador | Cesare Prandelli  |     |

| 16 | DEF | Maximiliano Pereira | 45' |
| 11 | DEL | Christian Stuani    | 63' |
| 18 | MED | Gastón Ramírez      | 78' |

| 18 | MED | Marco Parolo    | 45' |
| 10 | DEL | Antonio Cassano | 71' |
| 5  | MED | Thiago Motta    | 75' |

| Anotado | 80' | Diego Godín | 1–0 |

| Amonestado | 46'   | Egidio Arévalo Ríos |
| Amonestado | 90'+1 | Fernando Muslera    |

| Amonestado | 22' | Mario Balotelli   |
| Expulsado  | 59' | Claudio Marchisio |
| Amonestado | 77' | Mattia De Sciglio |

| Árbitro             | Marco Rodríguez   |
| Árbitros asistentes | Marcos Quintero   |
| Árbitros asistentes | Marvin Torrentera |
| Cuarto árbitro      | Mark Geiger       |
| Quinto árbitro      | Sean Hurd         |

| \| Estadísticas \| \| \| \| Tiros \| 14 \| 9 \| \| Tiros al arco \| 9 \| 5 \| \| Faltas \| 20 \| 19 \| \| Saques de esquina \| 3 \| 3 \| \| Tiros libres al arco \| 0 \| 0 \| \| Penales \| 0 \| 0 \| \| Fueras de juego \| 1 \| 3 \| \| Posesión del balón \| 45% \| 55% \| | Alineación inicial |                   |
| Estadísticas | Bandera de Uruguay | Bandera de Italia |
| Tiros | 14                 | 9                 |
| Tiros al arco | 9                  | 5                 |
| Faltas | 20                 | 19                |
| Saques de esquina | 3                  | 3                 |
| Tiros libres al arco | 0                  | 0                 |
| Penales | 0                  | 0                 |
| Fueras de juego | 1                  | 3                 |
| Posesión del balón | 45%                | 55%               |

### Octavos de final

#### Colombia – Uruguay
| 1          | POR        | David Ospina            |     |
| 2          | DEF        | Cristián Zapata         |     |
| 3          | DEF        | Mario Yepes             |     |
| 7          | DEF        | Pablo Armero            |     |
| 18         | DEF        | Juan Camilo Zúñiga      |     |
| 6          | MED        | Carlos Sánchez          |     |
| 8          | MED        | Abel Aguilar            |     |
| 10         | MED        | James Rodríguez         | 85' |
| 11         | MED        | Juan Guillermo Cuadrado | 81' |
| 9          | DEL        | Teófilo Gutiérrez       | 68' |
| 21         | DEL        | Jackson Martínez        |     |
| Entrenador | Entrenador | José Pékerman           |     |

| 1          | POR        | Fernando Muslera   |     |
| 3          | DEF        | Diego Godín        |     |
| 6          | DEF        | Álvaro Pereira     | 53' |
| 13         | DEF        | José María Giménez |     |
| 22         | DEF        | Martín Cáceres     |     |
| 7          | MED        | Cristian Rodríguez |     |
| 16         | MED        | Maxi Pereira       |     |
| 17         | MED        | Egidio Arévalo     |     |
| 20         | MED        | Álvaro González    | 67' |
| 10         | DEL        | Diego Forlán       | 53' |
| 21         | DEL        | Edinson Cavani     |     |
| Entrenador | Entrenador | Óscar W. Tabárez   |     |

| 15 | MED | Alexander Mejía | 68' |
| 13 | MED | Fredy Guarín    | 81' |
| 19 | DEL | Adrián Ramos    | 85' |

| 11 | DEL | Christian Stuani | 53' |
| 15 | MED | Gastón Ramírez   | 53' |
| 15 | DEL | Abel Hernández   | 67' |

| Amonestado | 78' | Pablo Armero |

| Amonestado | 55' | José María Giménez |
| Amonestado | 77' | Diego Lugano       |

| Anotado | 27' | James Rodríguez | 1–0 |
| Anotado | 49' | James Rodríguez | 2–0 |

| Árbitro             | Björn Kuipers     |
| Árbitros asistentes | Sander van Roekel |
| Árbitros asistentes | Erwin Zeinstra    |
| Cuarto árbitro      | Svein Oddvar Moen |

| 1          | POR        | David Ospina            |     |
| 2          | DEF        | Cristián Zapata         |     |
| 3          | DEF        | Mario Yepes             |     |
| 7          | DEF        | Pablo Armero            |     |
| 18         | DEF        | Juan Camilo Zúñiga      |     |
| 6          | MED        | Carlos Sánchez          |     |
| 8          | MED        | Abel Aguilar            |     |
| 10         | MED        | James Rodríguez         | 85' |
| 11         | MED        | Juan Guillermo Cuadrado | 81' |
| 9          | DEL        | Teófilo Gutiérrez       | 68' |
| 21         | DEL        | Jackson Martínez        |     |
| Entrenador | Entrenador | José Pékerman           |     |

| 1          | POR        | Fernando Muslera   |     |
| 3          | DEF        | Diego Godín        |     |
| 6          | DEF        | Álvaro Pereira     | 53' |
| 13         | DEF        | José María Giménez |     |
| 22         | DEF        | Martín Cáceres     |     |
| 7          | MED        | Cristian Rodríguez |     |
| 16         | MED        | Maxi Pereira       |     |
| 17         | MED        | Egidio Arévalo     |     |
| 20         | MED        | Álvaro González    | 67' |
| 10         | DEL        | Diego Forlán       | 53' |
| 21         | DEL        | Edinson Cavani     |     |
| Entrenador | Entrenador | Óscar W. Tabárez   |     |

| 15 | MED | Alexander Mejía | 68' |
| 13 | MED | Fredy Guarín    | 81' |
| 19 | DEL | Adrián Ramos    | 85' |

| 11 | DEL | Christian Stuani | 53' |
| 15 | MED | Gastón Ramírez   | 53' |
| 15 | DEL | Abel Hernández   | 67' |

| Amonestado | 78' | Pablo Armero |

| Amonestado | 55' | José María Giménez |
| Amonestado | 77' | Diego Lugano       |

| Anotado | 27' | James Rodríguez | 1–0 |
| Anotado | 49' | James Rodríguez | 2–0 |

| Árbitro             | Björn Kuipers     |
| Árbitros asistentes | Sander van Roekel |
| Árbitros asistentes | Erwin Zeinstra    |
| Cuarto árbitro      | Svein Oddvar Moen |

|  |

| \| Estadísticas \| \| \| \| Tiros \| 10 \| 16 \| \| Tiros al arco \| 8 \| 9 \| \| Faltas \| 19 \| 17 \| \| Saques de esquina \| 3 \| 5 \| \| Tiros libres al arco \| 18 \| 20 \| \| Penales \| 0 \| 0 \| \| Fueras de juego \| 1 \| 1 \| \| Posesión del balón \| 54 % \| 46 % \| | Alineación inicial  |                    |
| Estadísticas | Bandera de Colombia | Bandera de Uruguay |
| Tiros | 10                  | 16                 |
| Tiros al arco | 8                   | 9                  |
| Faltas | 19                  | 17                 |
| Saques de esquina | 3                   | 5                  |
| Tiros libres al arco | 18                  | 20                 |
| Penales | 0                   | 0                  |
| Fueras de juego | 1                   | 1                  |
| Posesión del balón | 54 %                | 46 %               |

## Estadísticas

### Participación de jugadores
| #  | Pos        | Jugador          | PJ (T/S) | Minutos Jugados | Goles recibidos' | Atajos | Tarjetas Amarillas' | Doble Tarjeta Amarilla y Roja | Tarjetas Rojas | IC   |
| -- | ---------- | ---------------- | -------- | --------------- | ---------------- | ------ | ------------------- | ----------------------------- | -------------- | ---- |
| 1  | Guardameta | Fernando Muslera | 4 (4/0)  | 360             | 6                | 10     | 1                   | 0                             | 0              | 7,33 |
| 12 | Guardameta | Rodrigo Muñoz    | -        | -               | -                | -      | -                   | -                             | -              | -    |
| 23 | Guardameta | Martín Silva     | -        | -               | -                | -      | -                   | -                             | -              | -    |

| #  | Pos            | Jugador             | PJ (T/S) | Minutos Jugados | (P)   | Asistencias | Tarjetas Amarillas | Doble Tarjeta Amarilla y Roja | Tarjetas Rojas | IC   |
| -- | -------------- | ------------------- | -------- | --------------- | ----- | ----------- | ------------------ | ----------------------------- | -------------- | ---- |
| 2  | Defensa        | Diego Lugano        | 1 (1/0)  | 90              | 0     | 0           | 2                  | 0                             | 0              | 5,88 |
| 3  | Defensa        | Diego Godín 2°      | 4 (4/0)  | 360             | 1     | 0           | 1                  | 0                             | 0              | 8,06 |
| 4  | Defensa        | Jorge Fucile        | 1 (0/1)  | 11              | 0     | 0           | 0                  | 0                             | 0              | 4,17 |
| 5  | Centrocampista | Walter Gargano      | 1 (1/0)  | 60              | 0     | 0           | 1                  | 0                             | 0              | 5,2  |
| 6  | Centrocampista | Álvaro Pereira      | 3 (3/0)  | 206             | 0     | 0           | 0                  | 0                             | 0              | 6,3  |
| 7  | Centrocampista | Cristian Rodríguez  | 4 (4/0)  | 334             | 0     | 0           | 0                  | 0                             | 0              | 7,48 |
| 8  | Delantero      | Abel Hernández      | 2 (0/2)  | 37              | 0     | 0           | 0                  | 0                             | 0              | 4,17 |
| 9  | Delantero      | Luis Suárez         | 2 (2/0)  | 178             | 2     | 0           | 0                  | 0                             | 0              | 8,94 |
| 10 | Delantero      | Diego Forlán        | 2 (2/0)  | 113             | 0     | 0           | 0                  | 0                             | 0              | 4,98 |
| 11 | Delantero      | Christian Stuani    | 4 (1/3)  | 177             | 0     | 0           | 0                  | 0                             | 0              | 6,28 |
| 13 | Defensa        | José María Giménez  | 3 (3/0)  | 270             | 0     | 0           | 1                  | 0                             | 0              | 7,86 |
| 14 | Centrocampista | Nicolás Lodeiro     | 3 (2/1)  | 143             | 0     | 0           | 0                  | 0                             | 0              | 6,47 |
| 15 | Centrocampista | Diego Pérez         | -        | -               | -     | -           | -                  | -                             | -              | -    |
| 16 | Defensa        | Maximiliano Pereira | 3 (2/1)  | 224             | 0     | 0           | 0                  | 0                             | 1              | 5,84 |
| 17 | Centrocampista | Egidio Arévalo Ríos | 4 (4/0)  | 360             | 0     | 0           | 1                  | 0                             | 0              | 8,09 |
| 18 | Centrocampista | Gastón Ramírez      | 2 (0/2)  | 49              | 0     | 1           | 0                  | 0                             | 0              | 5,29 |
| 19 | Defensa        | Sebastián Coates    | 1 (0/1)  | 2               | 0     | 0           | 0                  | 0                             | 0              | 4,17 |
| 20 | Centrocampista | Álvaro González     | 4 (3/1)  | 266             | 0     | 0           | 0                  | 0                             | 0              | 6,45 |
| 21 | Delantero      | Edinson Cavani      | 4 (4/0)  | 360             | 1 (1) | 1           | 0                  | 0                             | 0              | 7,66 |
| 22 | Defensa        | Martín Cáceres      | 4 (4/0)  | 360             | 0     | 0           | 1                  | 0                             | 0              | 7,79 |